# Dolichopoda chopardi
Dolichopoda chopardi is een rechtvleugelig insect uit de familie grottensprinkhanen (Rhaphidophoridae). De wetenschappelijke naam van deze soort is voor het eerst geldig gepubliceerd in 1966 door Baccetti.
1. ↑  (en) Dolichopoda chopardi op de IUCN Red List of Threatened Species.